# Пинд (митология)
Вижте пояснителната страница за други значения на Пинд.
Пинд (на старогръцки: Πίνδος) е според древногръцката митология син на Македон и един от наследниците на Ликаон.

## Легенда
Според легендата един ден Пинд отишъл на лов и попаднал на огромен дракон. Пинд не нападнал змея, който за благодарност го оставил да черпи от богатствата на планината, за което разбрали тримата братя на Пинд и го убили от завист при един лов. За наказание змея убил тримата убийци и изпратил с богати дарове и погребални почести тялото на родителите на героя. Тази легенда за историята на планината Пинд е достигнала до днес под перото на Клавдий Елиан.